# Maurizio Dianese
Maurizio Dianese (San Donà di Piave, 11 febbraio 1954) è un giornalista e scrittore italiano.

## Biografia
È nato a San Donà di Piave, ma la famiglia si è trasferita nei primi anni sessanta a Mestre. Qui ha frequentato il Liceo classico Franchetti e si è successivamente laureato in lettere e filosofia presso l'Università Ca' Foscari di Venezia.
Dopo un'iniziale collaborazione con Il Secolo XIX di Genova e l'Ora di Palermo, ha contribuito nei primi anni ottanta  alla creazione dei servizi giornalistici di Radio7 e dell'allora nascente Televenezia e in seguito di Antennatre.
A metà degli anni '80 è stato assunto al Mattino di Padova e poi alla Nuova Venezia prima di entrare a far parte dell'organico del Gazzettino di Venezia, dove tuttora lavora, occupandosi di numerose inchieste sulla realtà locale. Maurizio Dianese ha inaugurato e sviluppato una modalità di indagine sui fatti malavitosi del Nordest che mette insieme il punto di vista degli investigatori con le interpretazioni e le spiegazioni dei diretti interessati e cioè dei banditi, per offrire ai lettori una conoscenza in presa diretta e il più possibile aderente alla realtà del fenomeno banditesco nel Nordest. Famose le numerose interviste a Felice Maniero e a Silvano Maritan, due boss della malavita organizzata locale e rimane scolpita nella storia recente il racconto della figura di Vincenzo Pipino, il re dei ladri veneziani. Rispettato da criminali e carabinieri, da poliziotti e magistrati, Dianese è oggi il più autorevole esperto di fatti di malavita nel Nordest. Molte sue inchieste sono sistematicamente saccheggiate da tanti "esperti" improvvisati che si limitano a ricopiare i suoi scritti. Dianese è l'unico giornalista, infatti, che ha analizzato e seguito la nascita e lo sviluppo di quella che avrebbe acquisito grande notorietà come la “Mala del Brenta", divenendo profondo conoscitore delle modalità di penetrazione nel tessuto sociale della criminalità organizzata autoctona e di quella importata tramite i cosiddetti “soggiornanti obbligati”, condannati per camorra e mafia, con obbligo di residenza nelle città del Nord Italia. Su questa materia ha collaborato con le principali rete televisive nazionali (Rai, LA7, Sky) a inchieste, reportage e da ultimo, nel 2012, ad un film-documentario sulla vita di Felice Maniero e sull'ascesa e caduta della Mala del Brenta . Sulla banda di Felice Maniero ha scritto Il bandito Felice Maniero e Malatempora.
Nei decenni di attività giornalistica si è occupato, attraverso un cospicuo lavoro di indagine, di altre vicende che, pur situate a livello locale, hanno avuto risonanza nazionale. In particolare vanno menzionate:
- la formazione nel Nordest alla fine degli anni '60 di quei nuclei neofascisti, manodopera della "strategia della tensione", che effettuarono attentati in tutto il territorio nazionale e a cui si sono imputate in particolare le stragi di piazza Fontana a Milano e di piazza della Loggia a Brescia. Le ricerche e le indagini sui neofascisti veneziani sono confluite nel libro La strage. Piazza Fontana, verità e memoria, pubblicato con Gianfranco Bettin da Feltrinelli.
- il primo grande processo all'industria italiana e multinazionale, che ad esse attribuì, con una storica sentenza nel 2001, la responsabilità diretta delle morti e delle malattie di centinaia di lavoratori in quello che è stato il più grande polo chimico nazionale, il Petrolchimico di Marghera. Anche questo attento lavoro di ricerca è confluito in un libro Petrolkiller, edito da Feltrinelli e scritto ancora con Gianfranco Bettin.

## Premi e riconoscimenti
- Premio “Gaetano Fiorentino” come miglior cronista dell'anno (2003)[3]

## Opere
- 1995 – Il bandito Felice Maniero, Il Cardo
- 1999 – La strage. Piazza Fontana. Verità e memoria (con G. Bettin), Feltrinelli
- 2002 – Petrolkiller (con G. Bettin), Feltrinelli
- 2005 - Codice 955, l'inchiesta impossibile sul caso Biagi, Nuova Dimensione
- 2007 – Mala tempora, Aliberti editore
- 2014 - Profondo nordest, Maurizio Dianese
- 2014 - Mose. La retata storica (con M. Andolfatto, G. Amadori)
- 2017 - Nel nido delle gazze ladre. Il romanzo della mala veneziana, Milieu, Milano, ISBN 9788898600793
- 2018 - Doppio gioco criminale. Vera storia di Felice Maniero, Milieu, Milano. ISBN 88-3197-712-1